# رازوویتسه
رازوویتسه (به لهستانی:  Radzowice) یک روستا در لهستان است که در گمینا جادووا کوودا واقع شده‌است. رازوویتسه ۴۷۰ نفر جمعیت دارد.